# Гай Фунданий Фундул
Гай Фунданий Фундул (на латински: Caius Fundanius Fundulus) e политик на Римската република през 3 век пр.н.е. Произлиза от плебейската фамилия Фундании.
През 248 пр.н.е. е народен трибун заедно с Пулий. През 246 пр.н.е. той е народен едил. През 243 пр.н.е. Фундул e консул заедно с Гай Сулпиций Гал. Той се бие в Сицилия. През същата година се репарира римската флота.